# Mercedes-Benz L4500
Mercedes-Benz L 4500 — середньотоннажний двовісний вантажний автомобіль, що випускався заводами, Daimler-Benz з 1939 р.по 1944 р. і Saurer з 1944 р. по 1945 р. в декількох модифікаціях. Автомобіль будувався в двох модифікаціях - L 4500 A (повний привід) і L 4500 S (задній привід). Автомобіль широко використовувався цивільними та військовими службами нацистської Німеччини під час війни як на західному, так і на східному фронті. У 1943 році металева кабіна була замінена на дерев'яну з метою економії матеріалів.

## Конструкція
L 4500-двовісний вантажівка, з U-образни профілем рами, передньою і задньою жорсткою віссю. Осі підвішені на ресорах. На передній осі по одному колесу, на задній по два роздільних колеса. Гальмівна система гідравлічна на всі колеса, є пневматичний підсилювач гальм. Ручне гальмо діє тільки на задні колеса. Рушійна сила передається від двигуна через п'яти-ступінчасту механічну коробку передач з проміжним валом. Є знижена передача.
Двигун чотиритактний дизельний 112-сильний з шістьма циліндрами в лінію клапанами OHV, непрямим уприскуванням і водяним охолодженням. Паливо подається з паливного насоса високого тиску, виробник Bosch або Deckel. Конструкція ходової зроблена таким чином, щоб вантажівки можна було використовувати на залізничних коліях. Вантажівку укомплектували не тільки швидкозмінними металевими колесами з ребордами, а й залізничними буферами, пристроями зчеплення, потужним повітряним компресором для гальмівної системи, а на даху кабіни встановили сирену. Щоб Мерседес-Бенц міг їхати і по колії не європейського типу, в маточинах коліс встановили пристрої, за допомогою яких можна було міняти ширину колії.

### L 4500 R Maultier
Під час бліцкригу 1941 року виявилося, що навіть автомобілі з повним приводом не справляються з несприятливими умовами СРСР. Було розроблено гусеничне шасі, назване "Maultier". Дані автомобілі забезпечувалися надійним гусеничним рушієм від легкого танка PzKpfw-II проблемою даного типу вантажівок була низька швидкість в 36 км/год і висока витрата палива 70 л /100 км на дорозі (збільшилася в два рази в полі). У період з 1943 по 1944 рік було випущено 1486 шт.

## Модифікаціі
- L 4500 A — повнопривідний вантажний автомобіль.
- L 4500 S — задньопривідний вантажний автомобіль.
- L 4500 R Maultier — напівгусеничний вантажний автомобіль.

## Машини на базі
- L 4500 °F — пожежна автодрабина.
- L 4500 S Lf25 — пожежний автомобіль.
- зенітна установка — так як під кінець війни рейху не вистачало металу, то в якості захисту встановили броню тільки на кабіну і прикрили їй радіатор. А зенітне знаряддя з усім розрахунками залишалося не захищеним і доступним для противника у відкритому, як на долоні, вантажному кузові. Така ЗСУ використовувалася до самого кінця війни.

Так само, вантажівки відрізняються кабінами випуску 1939 року (металева) і 1942 року (дерев'яно-металева).

## Збережені екземпляри
Музейний експонат знаходиться в Німеччині, в музеї техніки в Зінсхаймі. Точна кількість збережених екземплярів невідома, але їх досить багато, можна побачити діючі екземпляри на YouTube, наприклад:
- [Архівовано 15 листопада 2021 у Wayback Machine.]
- [Архівовано 15 листопада 2021 у Wayback Machine.]
- [Архівовано 15 листопада 2021 у Wayback Machine.]

## У творах культури і мистецтва
Автомобіль L 4500 з металевою кабіною представлений у фільмах:
- Дощовий Липень 1957 року.
- Домашня війна 1965 року.
- Йди та дивись 1985 року.
- Штурмовики СС 2006 року.
- Наші матері, наші батьки 2013 року.

Автомобіль L 4500 з дерев'яною кабіною можна побачити у фільмі:
- Віддані 1954 року.

Пожежний автомобіль L 4500 S Lf25 можна побачити у фільмах:
- Час любити і час вмирати.
- Ремагенський міст 1969 року.

### Масштабні моделі
У масштабі 1:35
- "Зірка" (L 4500 a випуску 1939 року, L 4500 випуску 1942 року, L 4500 R Maultier випуску 1939 року) в пластиці;
- "Revell" (L 4500 R Maultier випуску 1939 року) в пластиці;
- "Eagle CZ "(L 4500 R Maultier випуску 1942 року) в смолі;
- "Projekt Resin Model" (L 4500 a випуску 1939 року) в смолі;
- "Real Model" (L 4500 a випуску 1939 року) в смолі;
- ALBA (L 4500 a випуску 1939 року) в смолі;
- "Elite Models" (L 4500 R Maultier випуску 1939 року) в смолі.
- "AFV Club" (L 4500 S) в пластиці.

У масштабі 1:72
- "AL-BY "(L 4500 a випуску 1939 року) в смолі;
- "Wespe Models" (L 4500 a випуску 1939 року) в смолі;
- "Schatton Modellbau" (L 4500 a випуску 1939 року, L 4500 випуску 1942 року, L 4500 R Maultier випуску 1939 року, L 4500 R Maultier випуску 1942 року) в пластиці.